# تخالف تاكونيك

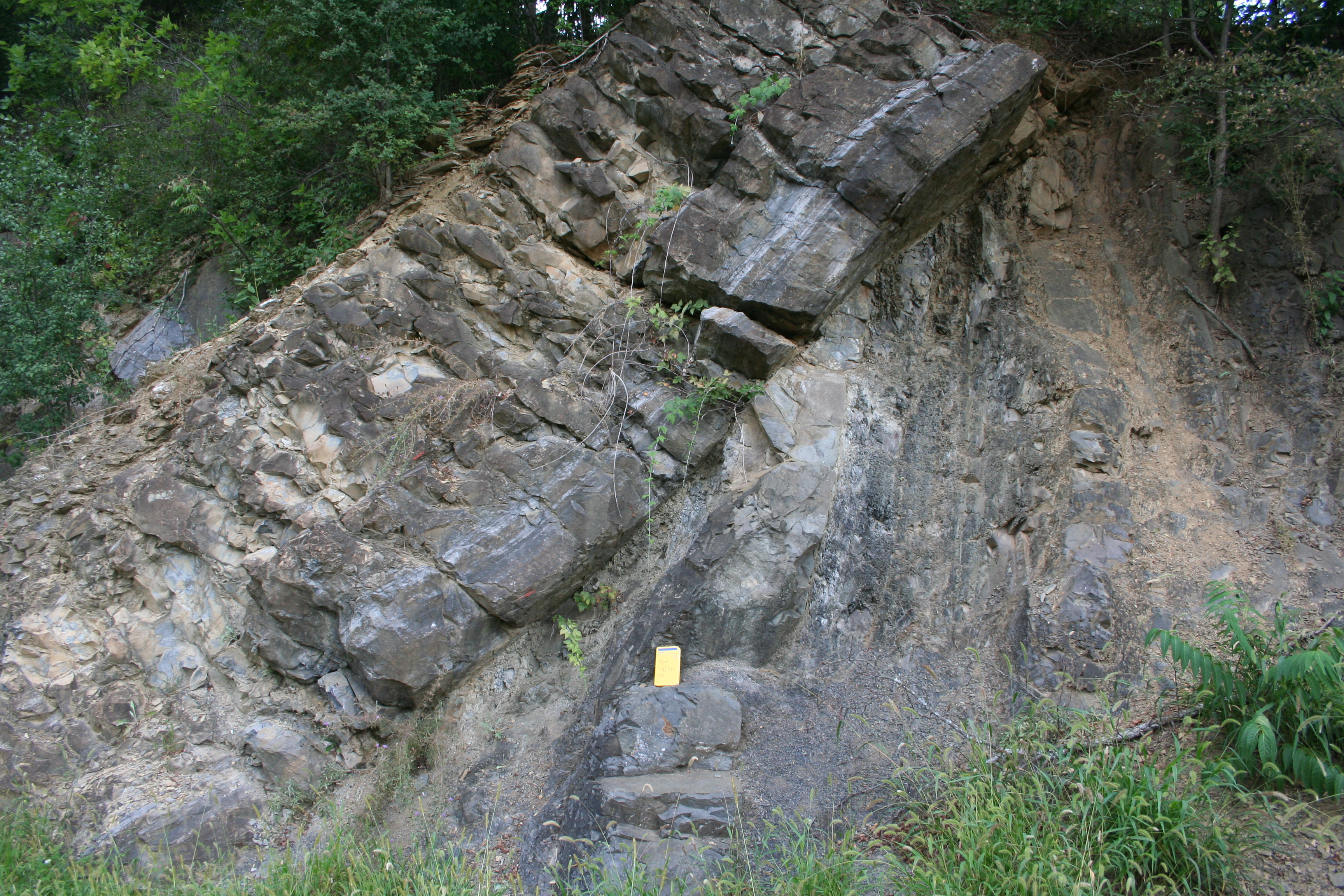
لا توافق تاكونيك، بالقرب من كاتسكيل، نيويورك

تخالف تاكونيك (بالإنجليزية: Taconic unconformity)‏ أحد أوجه اللا التوافق الرئيسية التي أُنشأت أثناء تكون جبال تاكونيك، والتي كُشف عنها من شرق ولاية نيويورك إلى شبه جزيرة غاسب. كان تكوين الجبال طويلًا يحتوي على رشقات نارية متعددة؛ يعود تاريخه بشكل أساسي إلى نهاية العصر الأوردوفيشي، والصخور الأساسية هي في الأساس من هذا العصر. غُطّيت بواسطة الصخور الرسوبية المتحولة [الإنجليزية] السيلورية والديفونية.